# Malanje flygplats
Malanje flygplats är en flygplats i Angola.   Den ligger i provinsen Malanje, i den nordvästra delen av landet, 300 kilometer öster om huvudstaden Luanda. Malanje flygplats ligger 1 173 meter över havet.
Terrängen runt Malanje flygplats är huvudsakligen platt, men norrut är den kuperad. Närmaste större samhälle är Malanje, 3,5 kilometer sydost om Malanje flygplats.
Runt Malanje flygplats är det i huvudsak tätbebyggt. Runt Malanje flygplats är det glesbefolkat, med 15 invånare per kvadratkilometer.